# Мария Мекленбург-Гюстровская
Мария Мекленбург-Гюстровская (нем. Maria von Mecklenburg-Güstrow; 19 июля 1659, Гюстров — 16 января 1701, Стрелиц) — принцесса Мекленбург-Гюстровская, в замужестве принцесса Мекленбург-Стрелицкая.

## Биография
Принцесса Мария — дочь герцога Густава Адольфа Мекленбург-Гюстровского и его супруги Магдалены Сибиллы Шлезвиг-Гольштейн-Готторпской, дочери Фридриха III Гольштейн-Готторпского и Марии Елизаветы Саксонской.
23 сентября 1684 года в Гюстрове Мария вышла замуж за принца Адольфа Фридриха II Мекленбург-Стрелицкого, сына герцога Адольфа Фридриха I Мекленбургского. В 1701 году её супруг стал правителем в Мекленбург-Стрелице. У супругов родились:
- Адольф Фридрих III (1686—1752), герцог Мекленбург-Стрелица, женат на герцогине Доротее Софии Гольштейн-Плёнской (1692—1765)
- Магдалена Амалия (1689)
- Мария (1690)
- Элеанора Вильгельмина (1691)
- Густава Каролина (1694—1748), замужем за Кристианом Людвигом II Мекленбургским